# Chueca (stacja metra)
Chueca – stacja metra w Madrycie, na linii 5. Znajduje się w dzielnicy Centro, w Madrycie i zlokalizowana jest pomiędzy stacjami Alonso Martínez i Gran Vía. Została otwarta 2 marca 1970.